# Ruta Nacional 66B (Colombia)
La Ruta Nacional 66B fue una carretera de tipo transversal que iniciaba en Bucaramanga (departamento de Santander) y finalizaba en Cúcuta (departamento de Norte de Santander) donde cruzaba con el Ramal 55NS08. Actualmente no hay un trazado definido y si bien hay carreteras secundaria y terciarias que pueden ubicarse en el trazado, ninguna está designada con el Código 66B.	
La ruta fue establecida por la Resolución 3700 de 1995 del Ministerio de Transporte (la cual modificaba la Resolución 830 y 9300 de 1992 del Ministerio de Obras Públicas) con un trayecto inicial que atraviesa Bucaramanga - Alto de El Escorial - Zulia - Cúcuta. no obstante, con la Resolución 339 de 1999 esta ruta fue eliminada.

## Tramos

### Tramos actuales[2]
| Código        | Tramo | Administración | Longitud km. |
| ------------- | ----- | -------------- | ------------ |
| No Disponible |       |                |              |

### Tramos eliminados o anteriores
| Código | Tramo                                   | Situación Actual                                                                                                   |
| ------ | --------------------------------------- | --- |
| 66B01  | Bucaramanga - Alto de Escorial          | Red VIal Secundaria Departamental (Bucaramanga-Cachirí (Suratá)) Carreteable (Cachirí (Suratá) - Alto de Escorial) |
| 66B02  | Alto de Escorial - Empalme Ramal 55NS08 | Carretera Inexistente (Alto de Escorial - Bagueche) Red Vial Secundaria Departamental (Bagueche-Empalme 55NS08))   |

## Pasos y variantes

### Pasos y variantes actuales
| Departamento  | Código | Paso o Variante | Administración | Longitud km. |
| ------------- | ------ | --------------- | -------------- | ------------ |
| No Disponible |        |                 |                |              |

### Pasos y variantes eliminados o anteriores
| Departamento  | Código | Paso o Variante | Situación Actual |
| ------------- | ------ | --------------- | ---------------- |
| No Disponible |        |                 |                  |

## Ramales

### Ramales actuales
| Departamento  | Código | Ramal | Administración | Longitud km. |
| ------------- | ------ | ----- | -------------- | ------------ |
| No Disponible |        |       |                |              |

### Ramales eliminados o anteriores
| Departamento  | Código | Ramal | Situación Actual |
| ------------- | ------ | ----- | ---------------- |
| No Disponible |        |       |                  |

## Subramales

### Subramales actuales
| Departamento  | Código | Ramal | Administración | Longitud km. |
| ------------- | ------ | ----- | -------------- | ------------ |
| No Disponible |        |       |                |              |

### Subramales eliminados o anteriores
| Departamento  | Código | Subramal | Situación Actual |
| ------------- | ------ | -------- | ---------------- |
| No Disponible |        |          |                  |

## Detalles de la ruta
En el detalle de la ruta se hace una breve descripción del trazado inicial de la Ruta Nacional por los principales sitios de Colombia por donde atraviesa separando ramo por tramo, su trazado va de sur a norte para las troncales y de oriente a occidente para las transversales.
Carreteras color rojo: Corresponden a la red vial Nacional actual.
Carreteras color naranja: Corresponden al trazado inicial de la ruta nacional que actualmente forman parte de la Red Vial Secundaria.	
	
Carreteras color marrón: Corresponden al trazado inicial de la ruta nacional que actualmente forman parte de la Red Vial Terciaria.	
Carreteras color gris: Corresponden al trazado inicial de la ruta nacional que actualmente son carreteables y no pertenecen a ninguna red vial nacional.	
Carreteras color blanco: Corresponden al trazado inicial de la ruta nacional que actualmente no existe vía construida.	

### Ruta actual[3]
| Tramo  | Tramo | Tramo         | Tramo             | Tramo        | Tramo  | Tramo | Tramo         | Tramo             | Tramo              | Tramo  | Tramo | Tramo         | Tramo             | Tramo              | Observaciones |
| Código | Ruta  | Distancia km. | Detalle Recorrido | Altitud msnm | Código | Ruta  | Distancia km. | Detalle Recorrido | Altitud m s. n. m. | Código | Ruta  | Distancia km. | Detalle Recorrido | Altitud m s. n. m. | Observaciones |
|        |       |               |                   |              |        |       |               | Bucaramanga       |                    |        |       |               |                   |                    |               |
| ------ | ----- | ------------- | ----------------- | ------------ | ------ | ----- | ------------- | ----------------- | ------------------ | ------ | ----- | ------------- | ----------------- | ------------------ | ------------- |